# Linia kolejowa nr 774
Linia kolejowa 774 – obecnie (2025) nieczynna, pierwszorzędna, jednotorowa, niezelektryfikowana linia kolejowa łącząca dawne posterunki odgałęźne Marciszów Górny i Krużyn.